# Robert Gleinert
Robert Gleinert (Neuss, 15 de mayo de 1989) es un deportista alemán que compitió en piragüismo en la modalidad de aguas tranquilas. Ganó una medalla de oro en el Campeonato Mundial de Piragüismo de 2011 y una medalla de plata en el Campeonato Europeo de Piragüismo de 2011, ambas en la prueba de K4 1000 m.

## Palmarés internacional
| Campeonato Mundial | Campeonato Mundial | Campeonato Mundial | Campeonato Mundial |
| Año                | Lugar              | Medalla            | Competición        |
| ------------------ | ------------------ | ------------------ | ------------------ |
| 2011               | Szeged (Hungría)   | Medalla de oro     | K4 1000 m          |
| Campeonato Europeo |                    |                    |                    |
| Año                | Lugar              | Medalla            | Competición        |
| 2011               | Belgrado (Serbia)  | Medalla de plata   | K4 1000 m          |